# Le Freak
«Le Freak» — песня американской группы Chic с их второго альбома C’est Chic (1978).
Песня также была выпущена отдельным синглом и достигла в США 1-х мест и в поп- (Billboard Hot 100), и в жанровом соульном  (Billboard Hot Soul Singles) чартах.
Сингл с этой песней до сих пор является самым продаваемым в истории лейбла Atlantic Records. Его продажи в мире превысили 13 миллионов экземпляров (из которых 2 миллиона в США).
Песня «Le Freak» в исполнении Chic входит в составленный Залом славы рок-н-ролла список 500 Songs That Shaped Rock and Roll.
Кроме того, в 2015 году оригинальный сингл группы Chic с этой песней (вышедший в 1978 году на лейбле Atlantic Records) был принят в Зал славы премии «Грэмми».